# Cyclopina oblivia
Cyclopina oblivia is een eenoogkreeftjessoort uit de familie van de Cyclopinidae. De wetenschappelijke naam van de soort is voor het eerst geldig gepubliceerd in 1981 door Monchenko.